# Chlorophoneus
A Chlorophoneus a madarak osztályának verébalakúak (Passeriformes) rendjébe és a bokorgébicsfélék (Malaconotidae) családjába tartozó nem. Régebben a Telophorus nembe sorolták ezeket a fajok is.

## Rendszerezésük
A nemet Jean Cabanis német ornitológus írta le 1850-ben,  az alábbi fajok tartoznak ide:
- álarcos bozótgébics (Chlorophoneus kupeensis)
- Chlorophoneus multicolor
- Chlorophoneus nigrifrons
- Chlorophoneus olivaceus
- Chlorophoneus bocagei
- kénbegyű bozótgébics (Chlorophoneus sulfureopectus)

## Előfordulásuk
Afrika területén honosak. Természetes élőhelyeik a szubtrópusi és trópusi erdők, esőerdők,  szavannák és cserjések, valamint emberi környezet. Állandó, nem vonuló fajok.

## Megjelenésük
Testhosszuk 20-26 centiméter körüli.